# Mastacembelus robertsi
Mastacembelus robertsi és una espècie de peix pertanyent a la família dels mastacembèlids.

## Descripció
- Fa 33,8 cm de llargària màxima.
- Ulls petits.
- 22-26 espines i 66-92 radis tous a l'aleta dorsal.
- 1-2 espines i 63-92 radis tous a l'aleta anal.
- Nombre de vèrtebres: 74-82.[5][6]

## Hàbitat
És un peix d'aigua dolça, bentopelàgic i de clima tropical (6°N-7°S).

## Distribució geogràfica
Es troba a Àfrica: la conca del riu Congo a la República Democràtica del Congo i la República Centreafricana.

## Observacions
És inofensiu per als humans.